# 3171 Wangshouguan
3171 Wangshouguan eller 1979 WO är en asteroid i huvudbältet som upptäcktes den 19 november 1979 av Purple Mountain-observatoriet i Nanjing, Kina. Den är uppkallad efter den kinesiske astronomen Shou-Guan Wang.
Asteroiden har en diameter på ungefär 38 kilometer.